# Фигурное катание на зимних Олимпийских играх 1992
Соревнования по фигурному катанию на зимних Олимпийских играх 1992 года прошли с 9 по 21 февраля в «Ля Аль де гляс Олимпик» во французском Альбервиле.

## Итоги соревнований
Спортсмены бывшего СССР, оказавшиеся гражданами разных стран СНГ, выступали в составе Объединённой команды под флагом Международного олимпийского комитета — эта сборная и завоевала наибольшее количество медалей: пять. Спортсмены независимых Латвии, Литвы и Эстонии выступали на этих играх за свои страны, так в мужском одиночном катании представитель Латвии Константин Костин занял 20 место, как и латвийская фигуристка Алма Лепина — в женском одиночном катании; эстонской фигуристке Ольге Васильевой повезло ещё меньше — она заняла лишь 21 место. Литву представляла танцевальная пара Маргарита Дробязко — Повилас Ванагас, они заняли 16 место.
Олимпийские игры 1992 года — последние, где выступала команда Чехословакии (в 1993 страна распалась на Чехию и Словакию), и выступила неплохо: Петр Ба́рна завоевал бронзовую медаль в мужском одиночном катании, спортивная пара Радка Коваржикова — Рене Новотны заняла 4-е место, танцевальная пара Катержина Мразова — Мартин Шимечек показала 10-й результат, Ленка Кулована заняла 11-е место в женском одиночном разряде.
Российская танцевальная пара Оксана Грищук и Евгений Платов заняла четвёртое место, показав произвольную программу на музыку Фрица Крайслера. Алексей Урманов занял пятое место в мужском одиночном катании.
Самой юной фигуристкой на этих играх стала венгерка одиночница 13-летняя Кристина Цако, самой старшей участницей — американка Калла Урбански, выступающая в паре с Рокки Марвелом.

## Общий медальный зачёт
| Место | Страна               | Золото | Серебро | Бронза | Всего |
| ----- | -------------------- | ------ | ------- | ------ | ----- |
| 1     | Объединённая команда | 3      | 1       | 1      | 5     |
| 2     | США                  | 1      | 1       | 1      | 3     |
| 3     | Франция              | 0      | 1       | 0      | 1     |
| 3     | Япония               | 0      | 1       | 0      | 1     |
| 5     | Чехословакия         | 0      | 0       | 1      | 1     |
| 5     | Канада               | 0      | 0       | 1      | 1     |

## Медалисты
| Дисциплина                | Золото                                                     | Серебро                                           | Бронза                                              |
| Мужское одиночное катание | Виктор Петренко Объединённая команда                       | Пол Уайли США                                     | Петр Барна Чехословакия                             |
| Женское одиночное катание | Кристи Ямагучи США                                         | Мидори Ито Япония                                 | Нэнси Керриган США                                  |
| Парное катание            | Объединённая команда · Наталья Мишкутёнок · Артур Дмитриев | Объединённая команда · Елена Бечке · Денис Петров | Канада · Изабель Брассёр · Ллойд Айслер             |
| Танцы на льду             | Объединённая команда · Марина Климова · Сергей Пономаренко | Франция · Изабель Дюшене · Поль Дюшене            | Объединённая команда · Майя Усова · Александр Жулин |

До 1991 года танцевальная пара Марина Климова — Сергей Пономаренко тренировалась у Натальи Дубовой, выступая в подчеркнуто классическом стиле и оставаясь некоторым образом «в тени» звёздной пары Натальи Бестемьяновой и Андрея Букина. На Олимпиаде 1992 года пара Климова—Пономаренко с помощью Татьяны Тарасовой показала себя в совершенно ином, современном стиле, с необычными оригинальными хореографией и костюмами, что позволило судьям по-новому оценить возможности этой пары и поставить высшие оценки.
Спортивная пара Мишкутёнок — Дмитриев показала произвольную программу «Грёзы любви» на музыку Ференца Листа, поставленную их постоянным тренером Тамарой Москвиной. Серебряные призёры Бечке и Петров — также воспитанники Москвиной.
Завоевав олимпийское серебро, танцевальная пара брата и сестры Дюшене покинула любительский спорт.

## Участники
В четырёх традиционных дисциплинах приняли участие 68 мужчин и 66 женщин из 29 стран.

## Представительство по странам
Всего в Олимпийских играх приняли участие 134 фигуриста (68 мужчин и 66 женщин) из 29 стран (в скобках указано количество фигуристов от страны):
| - Австралия (3) - Австрия (1) - Болгария (1) - Венгрия (5) - Великобритания (7) - Германия (6) - Дания (2) - Италия (8) - Канада (13) - Китай (4) | - КНДР (6) - Латвия (2) - Литва (2) - Мексика (2) - Норвегия (1) - Объединённая команда (17) - Польша (2) - Румыния (1) - Словения (1) - США (16) | - Тайвань (1) - Финляндия (3) - Франция (12) - Хорватия (2) - Чехословакия (6) - Швеция (1) - Эстония (1) - Республика Корея (2) - Япония (6) |

## Факты
- В соревнованиях по фигурному катанию на XVI зимних Олимпийских Играх принимало участие рекордное количество спортивных делегаций из 29 стран Европы, Северной Америки, Азии и Австралии с Океанией и рекордное количество фигуристов 134 спортсмена.
- Самой юной фигуристкой на Олимпиаде-1992 стала Кристина Цако из Венгрии: ей было на тот момент всего 13 лет и 64 дня.
- Самой старшей фигуристкой на Олимпиаде-1992 была Калла Урбански из США, выступающая в паре с Рокки Марвелом[англ.]: ей был 31 год и 228 дней.
- Половина спортивной делегации Хорватии на XVI зимних Олимпийских играх состояли из фигуристов.
- Немногочисленная спортивная делегация Дании на XVI зимних Олимпийских играх на треть состояла из фигуристов.